# Ichirō Satake
Pour les articles homonymes, voir Satake.
Ichirō Satake (佐武 一郎, Satake Ichirō) est un mathématicien japonais travaillant sur les groupes algébriques né le 25 septembre 1927. Il a introduit l'isomorphisme de Satake et les diagrammes de Satake.
Satake, qui a travaillé aussi bien pour des universités japonaises qu'américaines, est mort d'une insuffisance respiratoire le 10 octobre 2014.

## Publications
- Ichirô Satake, « Theory of spherical functions on reductive algebraic groups over p-adic fields », Publications Mathématiques de l'IHÉS, no 18,‎ 1963, p. 5–69 (ISSN 1618-1913, MR 0195863, lire en ligne)
- Ichirô Satake, « Algebraic structures of symmetric domains », Iwanami Shoten, Tokyo, kanô Memorial Lectures, vol. 4,‎ 1980 (ISBN 978-0-691-08271-4, MR 591460, lire en ligne)